# Veprecula sykesii
Veprecula sykesii é uma espécie de gastrópode do gênero Veprecula, pertencente a família Raphitomidae.